# Jacques Marquette
Jacques Marquette (Laon, Picardía, 10 de junio de 1637-Ludington, Míchigan, 18 de mayo de 1675) fue un religioso jesuita francés, misionero y explorador.
Con Louis Jolliet fue el primer francés que recorrió y cartografió el río Misisipi desde el territorio norteño de Nueva Francia. Da nombre a la prestigiosa Universidad Marquette.
Estudió en la Universidad de Nancy en su juventud cuando realizó sus votos en la orden de los jesuitas.